# Distria Krasniqi
Distria Krasniqi (Peć, Yugoslavia, 10 de diciembre de 1995) es una deportista kosovar que compite en judo.
Participó en dos Juegos Olímpicos de Verano, obteniendo dos medallas, oro en Tokio 2020 (–48 kg) y plata en París 2024 (–52 kg).
Ganó tres medallas en el Campeonato Mundial de Judo entre los años 2019 y 2025, y siete medallas en el Campeonato Europeo de Judo entre los años 2018 y 2025.

## Palmarés internacional
| Juegos Olímpicos   | Juegos Olímpicos        | Juegos Olímpicos  | Juegos Olímpicos |
| Año                | Lugar                   | Medalla           | Categoría        |
| ------------------ | ----------------------- | ----------------- | ---------------- |
| 2020               | Tokio (Japón)           | Medalla de oro    | –48 kg           |
| 2024               | París (Francia)         | Medalla de plata  | –52 kg           |
| Campeonato Mundial |                         |                   |                  |
| Año                | Lugar                   | Medalla           | Categoría        |
| 2019               | Tokio (Japón)           | Medalla de bronce | –48 kg           |
| 2022               | Taskent (Uzbekistán)    | Medalla de bronce | –52 kg           |
| 2025               | Budapest (Hungría)      | Medalla de plata  | –52 kg           |
| Campeonato Europeo |                         |                   |                  |
| Año                | Lugar                   | Medalla           | Categoría        |
| 2018               | Tel Aviv (Israel)       | Medalla de plata  | –52 kg           |
| 2020               | Praga (República Checa) | Medalla de bronce | –48 kg           |
| 2021               | Lisboa (Portugal)       | Medalla de oro    | –48 kg           |
| 2022               | Sofía (Bulgaria)        | Medalla de bronce | –52 kg           |
| 2023               | Montpellier (Francia)   | Medalla de plata  | –52 kg           |
| 2024               | Zagreb (Croacia)        | Medalla de oro    | –52 kg           |
| 2025               | Podgorica (Montenegro)  | Medalla de oro    | –52 kg           |